# Barbilophozia lycopodioides
Barbilophozia lycopodioides là một loài rêu trong họ Anastrophyllaceae. Loài này được Wallr. Loeske mô tả khoa học đầu tiên năm 1907.